# 神鵰俠侶 (遊戲)
神鵰俠侶是一款由金庸同名小說改編的角色扮演電腦遊戲，於1997年8月11日由臺灣電腦遊戲公司智冠科技發行。

## 劇情
從楊過小時候展開，直到楊過斷臂看到小龍女許下16年之約做為結束。